# بيتا عقيقي
بيتا عقيقي (الاسم العلمي: Erythropitta granatina) هي نوع من الطيور تتبع جنس البيتا الأحمر من فصيلة طيور البيتا. يتواجد هذا النوع من الطيور في بروناي واندونيسيا وماليزيا وميانمار وسنغافورة وتايلاند في الموائل الطبيعية والغابات والأراضي المنخفضة شبه الاستوائية أو المدارية الرطبة. وهو مهدد بفقدان الموائل. النوع الذي يوجد في ولاية صباح الماليزية قد انقسمت عن وهو بيتا أسود التاج.